# فین‌گولفین
فین‌گولفین (به انگلیسی: Fingolfin) شخصیتی در رشته‌افسانه‌های جان رونالد روئل تالکین، است.فینگولفین (زاده ۱۱۹۰ سال‌های درختان–درگذشته در ۴۵۶ سال‌های خورشید، سن در زمان مرگ:۳۴۵۶۰ سال) پادشاه نولدور و پسر دوم فینوه بود.  پس از شکست الف‌ها در نبرد داگور براگولاخ و شکسته شدن محاصره ۶۰۰ ساله آنگباند وی با خشم بسیار زیاد به دروازه آنگباند رفت . خادمان ملکور از شدت وحشت به خود میلرزیدند و هیچ خادم ملکور دعوت  مبارزه با فینگولفین را نپذیرفت . ملکور بیرون آمد و پیش فینگولفین ایستاد  ملکور با پتک طلایی آتشین خود مثل یک کوه خود را بزرگ کرد و فینگولفین و ملکور شروع به  مبارزه افسانه‌ای کردند که باعث سقوط بخش هایی از بلریان شد  اما بعد از  هفت ساعت مبارزه  فینگولفین بخاطر خستگی در برابر ملکور شکشت خورد و ملکور با ضربه بسیار شدید و قوی حفاظ درخشان فینگولفین را نابود کرد. فینگولفین در نهایت پس از وارد کردن هفت ضربه به پای مورگوت با شمشیر رینگیل، از فرط خستگی به زمین افتاده و توسط پتک  طلایی مورگوت از پای درآمد. جای ضربات شمشیر وی بر پای و صورت  مورگوت هرگز التیام نیافته و مورگوت تا ابد می‌لنگید که در نهایت ضربات فینگولفین ملکور را از مبارزه کردن انداخت و در  جنگ خشم  ملکور نتوانست با Eonwe مبارزه کند و به دخمه های انگباند فرار کرد و دستگیر شد.